# Q magazin
A Q magazin brit zenei és szórakoztató havilap. Mark Ellen és David Hepworth alapította 1986-ban a Rolling Stone mintájára, azzal a céllal, hogy olyan zenei lapot indítsanak, amely nem hagyja figyelmen kívül az idősebb generáció kedvenceit sem (például Dire Straits, Paul Simon), és más lapokhoz képest magasabb minőségű nyomtatásban és képekkel jelenik meg. A korai években a magazin az alábbi alcímmel jelent meg: „A modern útmutató zenei és egyéb témákban”. Az eredeti címe Cue lett volna (a cue „beiktat” jelentését kihasználva, úgy mint beiktatni egy lemezt, és lejátszani), de ezt végül elvetették, nehogy az olvasok azt higgyék, hogy egy biliárd magazinról van szó (a cue szónak biliárddákó jelentése is van).
A márkanév idővel kiegészült egy Q Radio elnevezésű digitális rádióállomással, és egy televízióadással, amelyek a digitális kábeltévé hálózatokon elérhetőek Angliában.
A magazin jól ismert a ranglistáiról, ilyenek a „Minden idők 100 legjobb albuma”, „Minden idők 100 legjobb dala” stb. Minden második hónapban a Mojo magazinnal (amely a Q testvérmagazinja) közösen kiadnak egy speciális kiadványt, amely a zenetörténet egyes időszakaira, stílusaira, vagy lényegesebb zenészeire fókuszál.
2007 júniusában több mint 130 ezres példányban jelent meg.